# کوبوی
کوبوی (به انگلیسی: Coobowie) یک شهرک در استرالیا است که در استرالیای جنوبی واقع شده‌است.